# 萊州
萊州（らいしゅう）は、中国にかつて存在した州。隋代から明初にかけて、現在の山東省煙台市一帯に設置された。

## 魏晋南北朝時代
470年（皇興4年）、北魏により設置された光州を前身とする。光州は東萊郡・長広郡・東牟郡の3郡14県を管轄した。

## 隋代
隋初には光州は2郡6県を管轄した。583年（開皇3年）、隋が郡制を廃すると、光州の属郡は廃止された。585年（開皇5年）、光州は萊州と改称された。607年（大業3年）に州が廃止されて郡が置かれると、萊州は東萊郡と改称され、下部に9県を管轄した。隋代の行政区分に関しては下表を参照。
| 隋代の行政区画変遷 | 隋代の行政区画変遷 | 隋代の行政区画変遷 | 隋代の行政区画変遷 | 隋代の行政区画変遷                                    |
| 区分               | 開皇元年           | 開皇元年           | 区分               | 大業3年                                               |
| ------------------ | ------------------ | ------------------ | ------------------ | ----------------------------------------------------- |
| 州                 | 萊州               | 萊州               | 郡                 | 東萊郡                                                |
| 郡                 | 東萊郡             | 長広郡             | 県                 | 掖県 昌陽県 膠水県 牟平県 文登県 盧郷県 即墨県 観陽県 |
| 県                 | 掖県 昌陽県 長広県 | 黄県 牟平県 文登県 | 県                 | 掖県 昌陽県 膠水県 牟平県 文登県 盧郷県 即墨県 観陽県 |

## 唐代
621年（武徳4年）、唐により東萊郡は萊州と改められた。742年（天宝元年）、萊州は東萊郡と改称された。758年（乾元元年）、東萊郡は萊州の称にもどされた。萊州は河南道に属し、掖・昌陽・膠水・即墨の4県を管轄した。

## 宋代
北宋のとき、萊州は京東東路に属し、掖・萊陽・膠水・即墨の4県を管轄した。
金のとき、萊州は山東東路に属し、掖・萊陽・膠水・即墨・招遠の5県と衡村鎮を管轄した。

## 元代
元のとき、萊州は般陽路に属し、掖・萊陽・膠水・招遠の4県を管轄した。

## 明代以降
1368年（洪武元年）、明により萊州は萊州府に昇格した。1373年（洪武6年）、萊州府は萊州に降格した。1376年（洪武9年）、萊州は萊州府に昇格した。萊州府は山東省に属し、直属の掖県と平度州に属する濰・昌邑の2県と膠州に属する高密・即墨の2県、合わせて2州5県を管轄した。
清のとき、萊州府は山東省に属し、掖・濰・昌邑・高密・即墨・平度州・膠州の2州5県を管轄した。
1913年、中華民国により萊州府は廃止された。